# Sarah Barzyk
Sarah Barzyk, ou parfois Sarah Barzyk-Aubrey, est une actrice et réalisatrice française, née le 27 mars 1989.

## Biographie

### Origines
Sarah Barzyk est la fille de l'actrice et mannequin Patricia Barzyk, et de l'acteur anglais James Aubrey . Elle est élevée par ses grands-parents dans l'Est de la France. En 1999, sa mère retrouve le réalisateur Jean-Pierre Mocky, pour le film Tout est Calme et devient sa compagne. Ils ne se quitteront plus.
Jean-Pierre Mocky fera tourner sa belle-fille dans plusieurs de ses films. Quelques années plus tard, c'est elle qui le mettra en scène dans son deuxième court-métrage "Marlowe", puis "Dolorès" et lui écrira une chanson "M comme Mocky" qu'il interprétera quelques mois avant son décès.

### Carrière
Âgée de 4 ans, Sarah Barzyk débute en tant qu'actrice avec le réalisateur américain Bob Swaim, aux côtés de Christoph Waltz et Roger Hanin, dans la série Maitre Da Costa, en 1994.
À ses 9 ans dans le rôle d'une petite fille tueuse, elle figure avec sa mère au casting du film Tout est calme de Jean-Pierre Mocky.
Elle suit trois ans de cours de théâtre au lycée Georges-Cuvier de Montbéliard (Doubs).
À Paris, elle étudie aux cours Florent et au conservatoire du 16e arrondissement de Paris.
En 2008, elle est élue Miss Paris et participe à l'élection de Miss France 2009. C'est la première fois, qu'une fille d'une ancienne Miss France (sa mère a été Miss France 1980) se présente à l'élection,.
Elle débute dans la mini-série Éternelle aux côtés de Claire Keim.
En 2010, elle tourne le court métrage Tommy d'Arnold de Parscau, aux côtés du comédien Jean-Christophe Bouvet. Ce court métrage est lauréat du concours de David Lynch et devient le clip officiel de sa chanson : Good Day Today.
Elle obtient le rôle de Marie de Béthanie dans Une femme nommée Marie, pièce de Robert Hossein.
Après la mort de son père James Aubrey en 2010, elle lui rend hommage en 2012 en interprétant un des personnages du film de Richard Dutton : Shadow Of a Stranger.
En 2014, elle écrit, produit, réalise et interprète le rôle principal de son premier court métrage Nina, où elle met en scène sa mère Patricia Barzyk. En 2015, elle met en scène son beau-père Jean-Pierre Mocky dans son deuxième court métrage Marlowe, dans lequel figure également Jacques Attali.
En 2021, elle publie son premier roman Juste une question de temps.
Sous le pseudonyme Wiara, elle écrit, produit et réalise sa première chanson Dolorès ; sur une musique de Pierre Michelet, ce titre se veut une réponse au poème du personnage d'Humbert du roman Lolita de Vladimir Nabokov. Jean-Pierre Mocky y est la voix d'Humbert.
Depuis 2019, Sarah est très active dans le doublage, elle donne sa voix à plusieurs actrices internationales pour des films, des séries, des manges et jeux vidéos.

## Filmographie

### En tant qu'actrice
- 1997 : Maître Da Costa (Le Doigt de Dieu) de Bob Swaim : Caroline (fille de Christoph Waltz)
- 2000 : Tout est calme de Jean-Pierre Mocky : Camille
- 2007 : Le Deal de Jean-Pierre Mocky : Danielle
- 2007 : Éternelle de Didier Delaitre : Sophie Gir
- 2007 : Un Eléphant dans un magasin de Porcelaine : Myster Mocky présente de Jean-Pierre Mocky
- 2010 : Engrenages de Jean-Marc Brondolo : Julie
- 2011 : Le jour où tout a basculé (série télévisée), épisode Ma fille vend son corps : Noémie
- 2011 : Good Day Today de Arnold de Parscau : la sœur
- 2011 : Tommy d'Arnold de Parscau : La sœur
- 2011 : Ze Gift d'Aurélia Martin
- 2011 : Aversion d'Igor Cheloudiakoff : Lola
- 2012 : Le Jour où tout a basculé (série télévisée) : Jenny (épisode : Mon père est trop strict)
- 2012 : Shadows of a Stranger de Richard Dutton : Simone
- 2013 : Silver Factory de Simon Elephant
- 2013 : Nowhere's Paradis de Antoine Duret
- 2014 : Nina de Sarah Barzyk
- 2014 : Sur les Quais de William Crépin
- 2015 : Dans l'encre du Loup de Igor Déus
- 2016 : Dolorès de Sarah Barzyk
- 2017 : La Mort d'Olivier Bécaille de Yoann Boisson et Alexandre Mousset : rôle de Marguerite
- 2017 : Not quite Dead d'Igor Déus
- 2017 : Héros/Psycho : Luna
- 2018 : Amentia de Giulia Fougeirol et Jean Guehl : Suzanne

### En tant que réalisatrice
- 2014 : Nina[15] (court métrage) avec Patricia Barzyk
- 2015 : Marlowe[16] (court métrage) avec Jean-Pierre Mocky, Jacques Attali, Ludovic Berthillot
- 2016 : Dolorès (clip vidéo, musique Pierre Michelet) avec Jean-Pierre Mocky

### Participation à des publicités
- 2010 : Activia - Danone avec Marion Game[réf. souhaitée]
- 2010 : Be magazine de Keith Bearden avec Paris Hilton[17]
- 2012 : Secours populaire français[18]
- 2021 : 1000 Possibles - Inspirons les femmes de demain (gouvernement)[réf. souhaitée][19]

## Doublage

### Cinéma

#### Films
- 2016 : War on Everyone : Au-dessus des lois : Maia (Rebekah Wiggins)
- 2018 : Vox Lux : Eleanor (Stacy Martin)
- 2019 : Disturbing the Peace : Amanda (Barbie Blank)
- 2019 : Murder Mystery : Suzy (Shiori Kutsuna)
- 2019 : Brexit: The Uncivil War : Shamrara (Kiran Sonia Sawar (en)) (version Nice Fellow)
- 2020 : Invisible Man : Emily (Harriet Dyer (en))
- 2021 : El buen patrón : Liliana (Almudena Amor (es))
- 2022 : Spiderhead : Heather (Tess Haubrich)
- 2022 : Tall Girl 2 : Stella (Johanna Liauw)
- 2022 : I Want You Back (en) : Leighton (Isabel May)
- 2022 : Me Time : Enfin seul ? : Skyler (Michelle DeShon)
- 2022 : Sortie de piste (sv) : Naomi Svensson (Tuva B. Larsen (no))
- 2022 : That's Amor : Irina (Olga Safari (en))
- 2022 : The Son : ? (?)
- 2022 : Pour le meilleur et pour de faux (pt) : Suellen Gloria (Polliana Aleixo (pt))
- 2023 : Ce sera toi (es) : Bertha (Paula Muñoz)
- 2023 : Assassin Club : Jonna (Anastasia Doaga)
- 2023 : Freestyle : Jaga (Anna Bielawska)
- 2024 : Love Forever : Hanna (Matilda Källström)
- 2024 : Les Nouveaux (en) : Alyssa Nielsen (Ali Gallo)
- 2024 : À contre-sens 2 : Sofía Zabala (Gabriela Andrada (es))
- 2025 : Hurry Up Tomorrow : la fille de la messagerie vocale et la mère d'Anima (Riley Keough)

#### Films d'animation
- 2019 : La Famille Addams : Bethany
- 2022 : Tous en scène 2 : voix additionnelles
- 2022 : Entergalactic : Estelle
- 2023 : Spider-Man: Across the Spider-Verse : voix additionnelles

### Télévision

#### Téléfilms
- 2017 : Une amitié malsaine : Jean McKinney (Tara Spencer-Nairn)
- 2018 : Que meure la mariée ! : Rosemary (Katie McCarty)
- 2019 : Coup de foudre sur les pistes : Lindsay (Laura Bertram)
- 2019 : Aussi dangereux que séduisant : Lily Yamato (Lily Gao)
- 2020 : Je sais ce que tu m'as fait : Robin (Maddie Nichols)
- 2021 : Croqueuse d'héritages : Annabelle (Hannah Vanderbygaart)
- 2022 : Du sang sur la forêt (de) : Katja Schöne (Alina Levshin)
- 2022 : L'Amour selon Emilia Bloom : Maude (Louriza Tronco)
- 2022 : La Nuit avant Noël : Hayley (Tanisha Thammavongsa)
- 2022 : Un automne à Manhattan : Susan (Theresa Wong)
- 2024 : Une soirée en enfer : Everleigh Martzek (Melissa Bray)
- 2024 : Confessions d'une camgirl : Suzette (Lauren Muccino )
- 2024 : Meurtres et fausses identités : Delaney (Ashley Wood)
- 2024 : Notes d'Automne : Wendy  (Kelsey Lopes)
- 2024 : A guide to murder : Jordan  (Kristen Edwards)
- 2024 : Culpa Tuya : Sofìa  (Gabriela Andrada)

#### Séries télévisées
- Rose Jackson Smith dans :
  - FBI: Most Wanted (2022) : Lillie Jones (saison 3, épisode 17)
  - La Fabuleuse Madame Maisel (2023) : Tammy (saison 5, épisode 8)
  - The Girls on the Bus (en) (2024) : Annie Greene
- 2016 : The Walking Dead : Isabelle (Aerli Austen) (saison 7)
- 2017-2018[n 1] : The Fosters : Poppy Sinfuego (Nandy Martin) (12 épisodes)
- 2018 : Beat (de) : Lina (Anna Bederke) (saison 1)
- 2018 : Les Voyageurs du temps : Dawn (Magda Apanowicz) (saison 3)
- 2019 : High Maintenance : Lee (Britt Lower) (saison 3)
- 2019 : Les 100 : Joséphine Lightbourne (Sara Thompson)
- 2019 : Treadstone : Samantha McKenna (Tess Haubrich)
- 2019-2020 : Batwoman : Gabi Kane (Michelle Morgan) (saison 1, épisodes 1 et 15)
- 2019-2021 : Perdus dans l'espace : Ava (Tattiawna Jones (en)) (8 épisodes)
- 2019-2021 : New York, unité spéciale : l'officier Katriona « Kat » Tamin (Jamie Gray Hyder) (saisons 21 à 23)
- 2020 : Blindspot : Dr Caleman (Cindy Cheung (en)) (saison 5, épisodes 3 et 4)
- 2020 : A Teacher (en) : Alison Martinez (Camila Perez) (mini-série)
- 2020-2023 : The Great : Agnès, Reine de Suède (Grace Molony (en)) (11 épisodes)
- 2020 / 2024 : FBI: Most Wanted : Cassie (Quinn McColgan (en)) (saison 1, épisode 1) et Rachelle Simon (Ashley Dulaney) (saison 5, épisode 4)
- depuis 2020 : Doc : Alba Patrizi (Silvia Mazzieri (it))
- 2021 : Snabba Cash : Viktoria (Félice Jankell (sv))
- 2021 : City on a Hill : Maeve Reagan (Owen Laheen) (saison 2)
- 2021 : Chapelwaite : Maya Boone (Lily Gao (en))
- 2021 : La Templanza : ? (?)
- 2021 : Joe Pickett (en) : Taylor Maldonado (Rachel Colwell) (saison 1)
- 2021-2022 : Charmed : Julie (Sara Thompson) et Annie (Zoe Christie)
- 2021-2023 : Sexify : Monika Nowicka (Sandra Drzymalska) (16 épisodes)
- depuis 2021 : Invasion : Mitsuki Yamato (Shiori Kutsuna)
- 2022 : Heartstopper : ? (?)
- 2022 : Alma : Berta (Katia Borlado)
- 2022 : Atlanta : Véronique (Yanelisa) (saison 4, épisode 6)
- 2022 : Jack Ryan : Jana (Tereza Srbova) (saison 3)
- 2022 : NCIS : Los Angeles : Crystal Perez (Thal Gondim) (saison 14, épisode 8)
- 2022 : Red Rose (en) : Rochelle Mason (Isis Hainsworth (en))
- 2022 : Breathe : Au cœur des ténèbres (en) : Takika Suri (Chakori Dwivedi) (saison 2)
- 2022 : A Spy Among Friends (en) : Galina (Monika Gossmann (de)) (mini-série)
- 2023 : Les Patients du docteur García (es) : Rita Velázquez (Claudia Traisac)
- 2023 : La Diplomate : Mitzka (Olivia Nita) (saison 1, épisode 4)
- 2023 : Romancero (en) : Elizabeth [Qui ?]
- 2023 : Painkiller : Molly (Maddy Hillis) (mini-série)
- 2023 : Thérapie, adapté du roman de Sebastian Fitzek (de) : ? (?)
- 2023 : Ma vie avec les Walter Boys : Erin (Alisha Newton)
- 2023 : Alert : Sarah Marks (Rebecca Ablack) (saison 1, épisode 3)
- 2023 : Surviving Summer : Wren (Annabel Wolfe) (saison 2)
- 2024 : Steeltown Murders (en) : Pauline Floyd (Jade Croot) (mini-série)
- 2023-2024 : Le Renard : Dr Louisa Geiger (Sidonie von Krosigk) (saison 25)
- depuis 2023 : XO, Kitty : Madison Miller (Jocelyn Shelfo)
- 2024 : Sugar : Olivia Siegel (Sydney Chandler)
- 2024 : Les Ailes de l'ambition : Nazli (Rüya Andaç)
- 2024 : Dark Matter : l'inspectrice Jamie Mason (Kate Eastman)
- 2024 : The Rookie : Le Flic de Los Angeles : Cyesha Witt (Gissette Valentin) (saison 6, épisode 1)
- 2024 : Under the Bridge : Laila  (Arta Negahban) (mini-série)
- 2024 : Fire Country : Genevieve Maisonette (Alix West Lefler)
- 2024 : The Rookie : Le Flic de Los Angeles : Elise (Sarah Grace White) (saison 6, épisode 3)
- 2024 : McDonald et Dodds : Lotty Wood (Esme Coy) (saison 4, épisode 3)
- 2024 : Dune: Prophecy : Tula Harkonnen, jeune (Emma Canning (en))
- 2025 : La Résidence : Lilly Schumacher (Molly Griggs (en)) (mini-série)
- 2025 : Black Mirror (2025) : Carol (Rebecca Ozer) (voix - saison 7, épisode 5)
- 2025 : Une nature sauvage : Summer (Taylor Hickson)

#### Séries d'animation
- 2017[n 2] : Masamune-kun's Revenge : Kinue Hayase et Kiba Kikune
- 2022 : The Boys présentent : Les Diaboliques : voix additionnelles
- 2023 : Pluto : la fleuriste

### Jeux vidéo
- 2021 : Call of Duty: Vanguard : l'opératrice Constanze Trude Muller
- 2022 : Fallout 76 : Esmee Rousseau
- 2022 : Mario + The Lapins Crétins: Sparks of Hope : Kanya
- 2023 : Assassin's Creed Mirage : Chen
- 2023 : Marvel's Spider-Man 2 : Mina
- 2023 : Avatar: Frontiers of Pandora : le personnage principal (voix : femme)
- 2024 : Apollo Justice: Ace Attorney Trilogy : Maya Fey
- 2024 : Final Fantasy VII Rebirth : Manda
- 2025 : Monster Hunter Wilds : voix additionnelles
- 2025 : Assassin's Creed Shadows : Rin

### Voice-over
- 2024 : Selling Sunset (saison 8) : Alanna   (Alanna Whittaker Gold)
- 2024 : Séduction haute tension : Emely

## Théâtre
- 2011 : Une Femme nommée Marie[20], mise en scène Robert Hossein : Marie de Béthanie
- 2021 : Désordres[21] de Yamina Hadjaoui, mise en scène Swan Demarsan) : Sarah

## Publication

### Roman
- Beltrâme, 2024  (ISBN 978-2957689729)[22] )

- Juste une question de temps, AFNIL, 4 avril 2021, 232 p. (ISBN 978-2-9576897-1-2)[23]